# Rock n' Bolt
Rock 'N' Bolt es un videojuego de lógica desarrollado por Action Graphics en 1985 y publicado por Activision.
La versión inicial es para Commodore 64 en casete y es portada a las videoconsolas Colecovision por la propia Activision y a la SG-1000 (Sega Card C-54, ロックンボルト) y al MSX por Pony Canyon.

## Objetivo
El objetivo del juego es bloquear vigas en su lugar de acuerdo con un mapa suministrado. Hay tres niveles de dificultad, el segundo y tercer nivel tienen límites de tiempo. Las vigas están en constante movimiento, arriba y abajo y entre 100 y 120 pisos (dependiendo de la versión) que construir.
- Datos: Q5643496